# Route magistrale 9 (Lituanie)
Pour les articles homonymes, voir A9 et Route A9.
La route A9 (Magistralinis kelias A9) est une route lituanienne reliant Panevėžys à Šiauliai. Elle mesure 75,43 km.

## Tracé
- Panevėžys
- Radviliškis
- Aleksandrija (Šiauliai) (lt)
- Šiauliai